# Španski surrealizem
Nadrealizem ali surrealizem je filozofska in umetniška smer, ki se je razvila v Parizu in se od 20-ih let dalje od tam širila naprej po svetu. Izraz je Appollinaireova skovanka - nadrealizem je razumel kot nasprotje posnemanja narave (naturalizma). Pojem je na novo opredelil Breton kot prikazovanje nadnaravnega, nedoumljivega in izražanje višje stvarnosti v obliki asociacij pod vplivom nezavednih duševnih mehanizmov. Nadrealizem ne želi biti pobeg iz realnosti, temveč neka revolucionarna moč znotraj realnosti same.
Kljub temu, da se je surrealistično gibanje v največji meri odvijalo v Franciji, je Španija h gibanju mnogo doprinesla, saj so bili eni izmed najbolj ključnih predstavnikov surrealizma pravzaprav španskega rodu. Večina njihovih del je ustvarjenih izven Španije, a njihove ideje močno vplivajo na kasnejše španske umetnike in na smo gibanje.

## Glavni predstavniki

### Luis Buñuel
Luis Buñuel je španski filmski ustvarjalec, ki deluje v Španiji, Franciji in Mehiki. Označujejo ga za ' moralista, revolucionarja in surrealistično vodjo'. Njegovo najbolj znano delo Andaluzijski pes pa kot ' najbolj znan kratek film vseh časov'. Pisatelj Octavio Paz je njegovo delo označil za ' poroko filmske podobe s pesniško podobo, ki skupaj tvorita novo realnost... škandalozno in subverzivno'. Ustvarja od leta 1920 pa vse do leta 1970. Njegova specifika je pestrost njegovega ustvarjanja, saj zajema dva kontinenta, tri jezike in mnogo različnih filmskih žanrov ( dokumentarni film, eksperimentalni film, glasbeni film, komedija, fantazijski film, vestern... ). 
Leta 1917 je začel obiskovati Univerzo v Madridu, kjer je najprej študiral agronomijo in nato industrijski inženiring in končno prešel na filozofijo. Razvil je zelo tesno razmerje s slikarjem Salvadorjem Dalijem in pesnikom Federico Garcio Lorco. Tako so s tremi prijatelji, ki so jedro španske nadrealistične avantgarde postali znani kot člani "La Generación del 27". Buñuel je bil še posebej povezan z Lorco, kar kasneje tudi sam zapiše v svoji avtobiografiji. V študentskih letih je Buñuel postal uspešen hipnotizer. Pogosto je vztrajal, da je gledanje filmov neke vrste hipnoza. 
Leta 1925 se preseli v Pariz, kjer v naslednjih letih med drugim ustvari dva filma : Andaluzijski pes (1929) in L'Âge d'or (1930), ki sta v svetu pustila močen vtis. Andaluzijski pes je 16-minutni kratki film, ki ga posname s Salvadorjem Dalíjem. Film, ki ga financira Buñuelova mati, je sestavljen iz vrste presunljivih podob frojdovske narave, ki med seboj nimajo smiselne povezave. Film je v nasprotju s pričakovanji požel pravo navdušenje francoske družbe in se še danes redno predvaja v filmskih društvih. Slabši odziv je prejel film  L'Âge d'or , ki ga je ustvaril skupaj z Dalijem. Buñuel, ki je bil zagrižen levičar, je želel namerno spodkopati vse buržoazne ustanove, medtem ko je Dalí, ki je po nekem času vseeno podprl španskega nacionalističnega diktatorja Francisa Franca in druge osebnosti evropske aristokracije, želel zgolj povzročiti škandal skozi uporabo različnih anti-katoliških podob. Film je bil označen za napad na katoliško vero. Toda to Buñuela ni ustavilo. Eno leto kasneje (1931) se preseli v Španijo, ki je takrat postala območje političnih in družbenih pretresov ter intenzivnega in krvavega preobrata. Takrat se je zelo navdušil nad politiko in idejami, ki so bile povsod v Španiji pred državljansko vojno in se pridružil komunistični partiji Španije (PCE). To dejanje kasneje zanika. Leta 1933 ustvari film Las Hurdes: Tierra Sin Pan (angleški naslov: Land Without Bread or Unpromised Land), 27 minutni dokumentarni film. Las Hurdes so prepovedale tri zaporedne republikanske vlade, med drugim tudi Franco. To je film, ki še vedno šokira gledalca in je označen kot "nadrealistični dokumentarec". Leta 1938 se preseli v ZDA , leta 1946 pa v Mehiko. Tematike s katerimi se ukvarja so : spolna patologija (Él , Ensayo de un crimen, Abismos de pasión), uničujoči učinki neskončnega mačizma ( El Bruto, El río y la muerte), zameglitev fantazije in resničnosti (Subida al cielo, La ilusión viaja en tranvía), položaj žensk v kulturi, v kateri prevladujejo moški (Susana, La hija del engaño, Una mujer sin amor) in absurdnost verskega življenja. Njegov zadnji film je That Obscure Object of Desire, ki ga ustvari leta 1977. 

### Óscar Domínguez
Domínguez je začel slikati kot otrok, da bi s pomočjo umetnosti pobegnil otroški bolezni, ki ga je pustila z deformiranim obrazom in telesom. Po študiju Pablo Picassa ga nadrealizem močno zaznamuje in Dominguez odide v Pariz, kjer se še bolj vključi v gibanje. Njegove najbolj znane slike so avtoportreti, ki prikazujejo njegove deformacije s pomočjo nadrealističnih tehnik. Pogosto je uporabil tehniko 'dekalkomanije', ki so jo ustvarili Rusi. Na žalost je leta 1957 Domínguez storil samomor. V kadi si je prerezal žile. Veliko njegovih nadrealističnih del prikazuje prav njegovo telo z razrezanimi zapestji in krvjo, ki kaplja iz njegovih žil.

### Esteban Francés
Tako kot mnogo drugih španskih surrealističnih umetnikov, tudi Esteban odide v Francijo, da bi raziskali gibanje, ki ga vodi André Breton. Prav tako je bil nekaj časa v romantični zvezi z Remedios Varo Urango. Njegove slike so zelo barvite in prikazujejo abstraktne pokrajine s stvarmi, ki tja ne spadajo. Tako na njegovi sliki Wire Fences ne najdemo zgolj žice, temveč tudi divje morje in morska bitja. 

### Eduardo Chillida
Chillida je nogometaš, ki se po hudi poškodbi ni mogel več ukvarjati s športom. Na začetku se ukvarja z arhitekturo, potem pa se preseli v Pariz, da bi nadaljeval z umetnostjo. V svojih delih uporablja omet in glino. Kasneje pa tem materialom doda še železo in alabaster. Njegova dela kmalu postanejo svetovno znana. Danes ima Chillida številne javne spomenike in skulpture na več kontinentih. Čeprav so njegove mojstrovine v glavnem abstraktne in imajo element nadrealizma, se je Chillida označeval za realista.

## Politične ideje
Mnogo surrealističnih umetnikov in literatov gleda na svoje delo kot izražanje filozofskih idej skozi njihove umetnine. Voditelj André Breton je jasno zagovarjal nadrealizem kot vrh vseh revolucionarnih gibanj. V navezavi na špansko državljansko vojno je nadrealistična kultura postala simbol levičarske usmeritve in republike. Na nek način nadrealizem lahko razumemo kot odsev političnega in kulturnega razvoja v tridesetih letih 20. stoletja v Španiji. Nadrealistična dela Andaluzijskih slikarjev so postala satiričen prikaz vsebine vojne. Čeprav sta imela oba umetnika (Dali in Picasso) zelo drugačne ideje o nadrealizmu, sta oba opisala vojno kot groteskno, nerazumljivo, nasilno in drzno, kar je vsekakor odražalo državljansko vojno. Dalí je kasneje podprl kapitalizem in fašistično diktaturo Francisa Franca, zato se v tem pogledu ne more reči, da predstavlja nadrealizem. Breton in njegovi sodelavci so menili, da je s tem izdali nadrealizem. Benjamin Péret, Mary Low in Juan Brea so se med špansko državljansko vojno tudi pridružili komunistični politični stranki POUM, ki je delovala med vojno.

## Vpliv v Španiji
Res je, da se večina najbolj znanih surrealističnih del ustvari izven Španije, toda ideje se širijo in precej hitro dosežejo tudi Španijo, saj niso prisotne zgolj v nadrealističnih revijah, temveč tudi v sami literaturi (Alfar, L'Amic des Arts, Helix, La Gaceta literaria in Gaceta de Arte) in vsesplošno prisotne v intelektualnih in nacionalnih umetniških krogih. Tako se močen vpliv umetnikov kot so Salvador Dalí, Joan Miró in Pablo Picasso opazi pri mnogih španskih ustvarjalcih. Ángel Ferrant tako nadaljuje z idejo o poeziji najdenih predmetov, ki jo je začel Miró v dvajsetih letih. Palencia zelo jasno uporablja besednjak Picassa v litičnih oblikah. Juan Ismael in Ángel Planells pa nadaljujeta z idejami o uporabi jedrske ikonografije. Prav tako pa pomemben vpliv Andréja Bretona, Paul Éluarda, Benjamina Péreta in Andréja Massona med leti, ki jih preživi v Španiji ni mogoče zanikati. Vsi zgoraj navedeni ustvarjalci so kot nekakšen zagon španskega nadrealizma. 
Po besedah García de Carpi, nadrealizem, "ni zgolj vzbudil oblik izražanja, ki so bile alternativne običajnim praksam slikarstva, kiparstva, kolaža, fotomontaže, temveč je bil tudi prvi, ki je prinesel temo umetnost v ospredje". Tako nadrealizem tudi postane ena izmed poti za izražanje drame, grozot in nesreč, ki se pojavijo ob izbruhu državljanske vojne in izraz revolucionarnih idej. To lahko opazimo pri naslednjih ustvarjalcih : Luis Fernández, Antonio Rodríguez Luna, Antoni García Lamolla in Miró. Na žalost pa je ta praksa povzročila izgnanstvo številnih umetnikov.